# Барон Бергерш

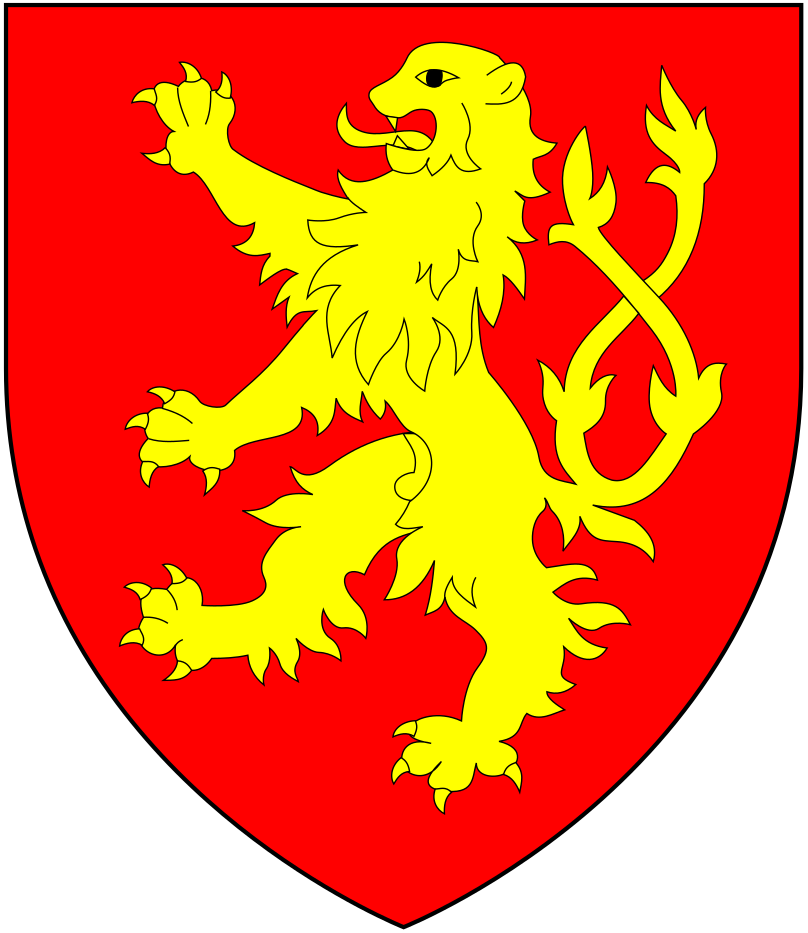
Герб рода Бургерш, первых баронов Бургерш

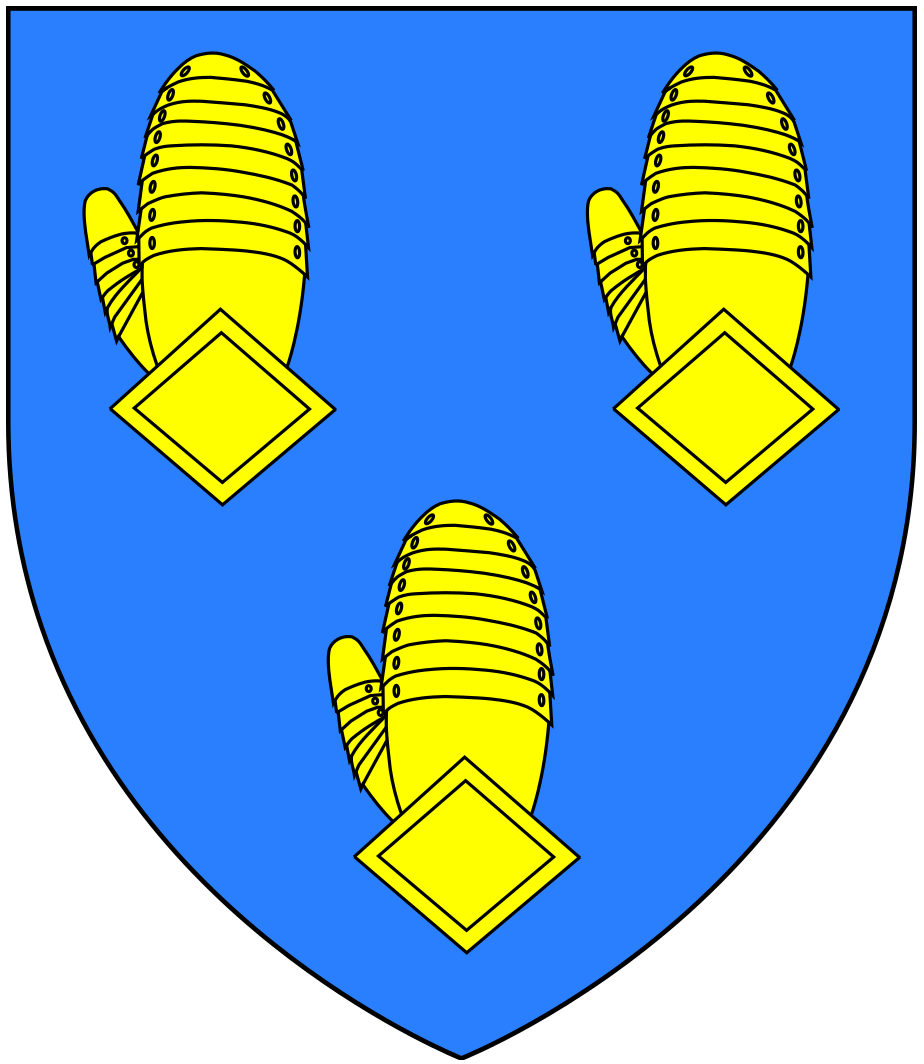
Герб рода Фейн, графов Уэстморленд и баронов Бургерш

Барон Бергерш (англ. Baron Burghersh) — старинный баронский титул, созданный трижды в системе пэрства Англии (1303, 1330 и 1624)

## История
Впервые титул был создан 12 ноября 1303 года для Роберта де Бергерша (1252/1256—1306). У Роберта был три сына, старший из которых, Стефан де Бергерш, 2-й барон Бергерш (умер в 1310), стал преемником отца. Ему наследовала его единственная дочь, Мод де Бергерш, де-юре 3-я баронесса Бергерш (1304 — около 1366), жена кентского землевладельца, сэра Уолтера Пейвли (умер в 1327). Ей наследовал её сын, Уолтер Пейвли, де-юре 4-й барон Бергерш (1319—1374). Его сменил его сын, Уолтер Пейвли, де-юре 5-й барон Бергерш (умер примерно в 1379). Однако нет никаких доказательств, что Мод де Бергерш и её потомки когда-либо использовали свой титул. После смерти Уолтера баронский титул стал считаться бездействующим или прервавшимся.
Вторично титул был создан 25 января 1330 года для Бартоломью де Бергерша (умер в 1355), третьего сына Роберта де Бергерша, 1-го барона Бергерша. Затем баронский титул посредством браков оказался в семьях Диспенсер и Бошан. В 1448 году после смерти Энн де Бошан, 15-й графини Уорик и 7-й баронессы Бергерш (1443—1448), баронский титул оказался бездействующим.
В третий раз титул был создан 29 декабря 1624 года для Фрэнсиса Фейна (1580—1629), который тогда же получил титул 1-го графа Уэстморленда. В настоящее время носителем обоих титулов является его потомок, Энтони Фейн, 16-й граф Уэстморленд и 16-й барон Бергерш (родился в 1951).

## Бароны Бергерш (1303)
- Роберт де Бергерш, 1-й барон Бергерш (1252/1256—1306), сын Рейнольда де Бургерша
- Стефан де Бергерш, де-юре 2-й барон Бергерш (около 1280—1310), старший сын предыдущего
- Мод де Бергерш, де-юре 3-я баронесса Бергерш (9 августа 1304 — около 1366), единственная дочь предыдущего
- Уолтер Пейвли, де-юре 4-й барон Бергерш (1319—1375), сын предыдущей и Уолтера Пейвли (ум. 1327)
- Уолтер Пейвли, де-юре 5-й барон Бергерш (умер около 1379), сын предыдущего.

## Бароны Бергерш (1330)
- Бартоломью де Бергерш, 1-й барон Бергерш (около 1304 — 3 августа 1355), младший сын Роберта де Бергерша, 1-го барона Бергерша
- Бартоломью де Бергерш, 2-й барон Бергерш (около 1329 — 5 апреля 1369), второй сын предыдущего
- Элизабет ле Диспенсер, 3-я баронесса Бергерш (1342 — август 1409), единственная дочь предыдущего, жена Эдварда ле Диспенсера, 5-го барона Диспенсера
- Ричард ле Диспенсер, 4-й барон Бергерш (1396 — 7 октября 1414), сын Томаса ле Диспенсера, графа Глостера, внук предыдущей
- Изабель де Бошан, 5-я баронесса Бергерш (26 июля 1400 — 27 декабря 1439), младшая дочь и наследница Томаса ле Диспенсера, графа Глостера
- Генри де Бошан, 1-й герцог Уорик, 14-й граф Уорик, 6-й барон Бергерш (21 марта 1425 — 11 июня 1446), единственный сын Ричарда де Бошана, 13-го графа Уорика (1381—1439), и Изабеллы ле Диспенсер.
- Энн де Бошан, 15-я графиня Уорик, 7-я баронесса Бергерш (февраль 1443 — 3 января 1448), единственная дочь предыдущего.

После смерти Энн в возрасте пяти лет, графский титул перешел к её тетке, Энн Бошан, 16-й графине Уорик, чьим мужем был Ричард Невилл, 16-й граф Уорик. А баронский титул оказался в состоянии бездействия. На него претендовали Энн Бошан и её сводные сестры.

## Бароны Бергерш (1624)
- Фрэнсис Фэйн, 1-й граф Уэстморленд, 1-й барон Бергерш (1 февраля 1580 — 23 марта 1629), сын сэра Томаса Фейна (ок. 1538—1589)

Все дальнейшие герцоги Уэстморленд также являлись баронами Бергерш.